# Johannes van der Aack
Johannes Claeszoon van der Aack (Leida, 1637 – Leida, 1682) è stato un pittore olandese.

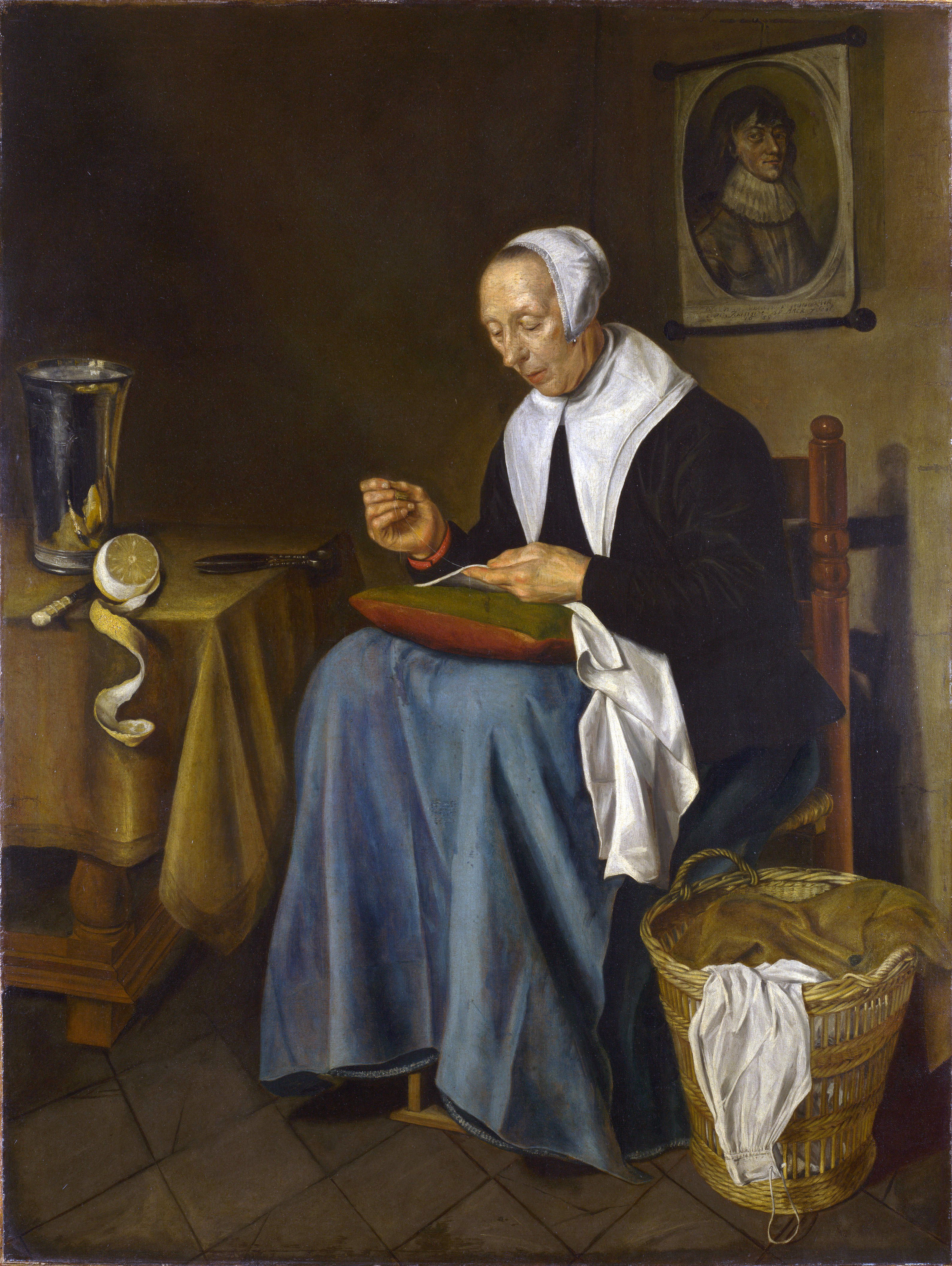
Vecchia seduta che cuce, National Gallery di Londra

Fu battezzato il 3 febbraio 1637 e sepolto il 21 marzo 1682.
Attivo a Leida nel Secolo d'oro olandese, è un artista di genere di cui si hanno poche tracce. Nel 1676 è ricordato in un documento come un mercante di vino, cosa non improbabile nella società dell'epoca dove i pittori svolgevano frequentemente un altro lavoro maggiormente remunerativo.

## Opere
- Vecchia seduta che cuce